# Жинішке (Казигуртський район)
Жині́шке (каз. Жіңішке) — село у складі Казигуртського району Туркестанської області Казахстану. Входить до складу Сарапхананського сільського округу.
Населення — 1666 осіб (2021; 1364 у 2009, 1020 у 1999, 1034 у 1989).